# Музей Владимира Высоцкого (Кошалин)
Музе́й Влади́мира Высо́цкого (пол. Muzeum Włodzimierza Wysockiego) — народный музей, открытый в польском городе Кошалине.

## История
Музей был открыт энтузиасткой Марленой Зимной (1969—2016) в мае 1994 года в своей квартире на улице Држималы. Основой послужила коллекция Марлены, которую она стала собирать в 1984 году. Первоначальный фонд составлял всего 300 экспонатов, затем он существенно пополнился и считается вторым в мире после московского музея. Музей также организует ежеоодный фестиваль На протяжении нескольких лет учреждение организует в Кошалине Международный фестиваль документальных фильмов о Владимире Высоцком «Страсти по святому Владимиру».

## Собрание музея
Здесь личные вещи поэта, автографы, рисунки, черновики, письма, фотографии, уникальные киноматериалы, виниловые пластинки, компакт-диски, DVD, большая библиотека, видеотека, художественные произведения, посвященные Высоцкому, плакаты, афиши, театральные программки, документы, экслибрисы, почтовые марки, и даже вещи, изготовленные в соответствии с известным принципом «трех К» (коммерция, конъюнктура, китч): матрешки — Высоцкий (или правильнее будет сказать Высоцкие…), спичечные коробки с портретом поэта, стереооткрытки-календари и даже упаковочные целлофановые пакеты.
Особое место в коллекции занимает гитара, на которой В. С. Высоцкий играл на концерте в Касабланке в апреле 1976 г. Она хранилась у марокканского журналиста Хасана эль-Саеда, которому Высоцкий её подарил с автографом-парафразой из «Песенки про жирафа» прямо на гитаре:
В жёлтой жаркой Африке,

Забыв мороз московский,
 
Как-то вдруг вне графика

Выступил Высоцкий.
Африка, Касабланка, 1976, апрель.
Хасану от Володи Подпись

## Деятельность музея
Среди деятельности музея — посвящённый годовщине смерти Высоцкого концерт в Кошалине с участием польских звезд, включая Даниэля Ольбрыхского (2000), ежегодный Международный фестиваль документальных фильмов, посвященных Высоцкому (с 2003 г.), Международный проект переводов стихотворений Высоцкого на языки мира (к настоящему времени осуществлены переводы 114 стихотворений и песен на 157 языков с участием 62 поэтов и переводчиков из 26 стран). 29 мая 2014 года в 20-ю годовщину существования музея при нём создан Институт Владимира Высоцкого. Институт в частности занимается переводами произведений Владимира Высоцкого на те языки, на которые они ещё не переводились, им были подготовлены переводы на малайский, индонезийский, албанский, мальтийский и некоторые другие языки.